# Hibernians FC
Paola Hibernians Football Club – maltański klub piłkarski z siedzibą w mieście Paola.

## Historia
Chronologia nazw:
- 1922-1931: Constitutionals FC
- od 1931: Hibernians FC

Klub założony został w roku 1922 pod nazwą Constitutionals FC jako wizytówka partii zwanej Constitutional Party, na której czele stał brytyjski i maltański polityk Gerald Strickland. Jeszcze w tym samym roku nowy klub przystąpił do rozgrywek ligi maltańskiej. W sezonie 1927/28 klub poddany został gruntownym reformom, które uczyniły go jednym z najsilniejszych klubów na wyspie.
Po wygraniu ligi amatorskiej w sezonie 1930/31 szefowie klubu postanowili przekształcić dotychczasowy klub amatorski na klub zawodowy i przystąpić do rozgrywek maltańskiej ligi zawodowej (MFA League). Związane były z tym liczne reformy, a także zasugerowana przez maltańską federację piłkarską zmiana nazwy klubu na do dziś używaną – Hibernians FC. Celem zmiany nazwy było zerwanie politycznych powiązań klubu.
Klub rozpoczął się swoją pierwszą kampanię w MFA League w styczniu 1933 roku zdobywając zwycięstwo 3:1 nad Sliema Rangers. Od tego czasu Hibernians zawsze uczestniczył w pierwszej lidze mistrzostw Malty i nigdy nie zostały zdegradowane do niższej ligi. Podczas II wojny światowej rozgrywki zostały zawieszone, a w sezonie 1944/45 mistrzostwa wznowione i klub ponownie startował w pierwszej lidze. Przed rozpoczęciem sezonu MFA League ogłosiła nowe reguły, zgodnie nowych zasad jeden rejon mógł być reprezentowany w lidze tylko przez jeden zespół. Zdecydowano zjednoczyć dwa czołowe kluby piłkarskie w sąsiednich Paola oraz Tarxien, chociaż obie miejscowości były zawsze odrębne i ta reguła ich nie dotyczyła. W wyniku tej fuzji połączyły się kluby Hibernians FC oraz drugoligowy Rainbows FC. Potem do fuzji dołączyły się również kluby Hibernians Athletic Club oraz trzecioligowy Little Hibernians. W 1949 fuzja rozpadła się.
W latach 50. XX wieku klub nadal umacniał swoją pozycję w najwyższej klasie. Pierwszy mały sukces przyszedł w 1952, kiedy dotarł do finału Pucharu Malty. W 1961 zespół zdobył swój pierwszy tytuł mistrzowski. Dekada sześćdziesiątych była niewątpliwie jednym z najbardziej udanych okresów w historii klubu. W tym okresie zespół trzykrotnie wygrał mistrzostwa oraz dwukrotnie zdobył Puchar. Zarówno wygrał Puchar Niepodległości i dwukrotnie prestiżowy Puchar Cassar. Klub został pierwszym zespołem reprezentującym kraj w pucharach europejskich, kiedy to w 1961 debiutował w Pucharze Mistrzów Europejskich. Również Hibernians był także pierwszym klubem maltańskim walczącym w Pucharze Miast Targowych (odpowiednik dzisiejszej Ligi Europy).
W latach siedemdziesiątych nastąpił okres słabszej gry. Dopiero w 1979 zdobył kolejny tytuł mistrzowski, a w 1980 Puchar kraju. Po wywalczonych mistrzostwach w 1981 i 1982 oraz Pucharze w 1982 ponownie nastąpił dłuższy okres bez zdobytych tytułów. W 1989 nawet walczył o utrzymanie w pierwszej lidze.
Od lat 90. XX wieku klub powoli, ale systematycznie, odzyskuje swój status najlepszych klubów poprzez budowanie silnego zespołu, który w latach 1994, 1995, 2002 i 2009 zdobył kolejne tytuły mistrzowskie, a w 1998, 2006 i 2007 Puchar Malty.

## Sukcesy
- Mistrzostwo Malty:
  - mistrz (13): 1961, 1967, 1969, 1979, 1981, 1982, 1994, 1995, 2002, 2009, 2015, 2017, 2022
  - wicemistrz (14): 1933, 1934, 1937, 1951, 1960, 1963, 1974, 1978, 1986, 2012, 2013, 2016, 2019, 2021
  - 3. miejsce (14): 1935, 1936, 1964, 1965, 1966, 1968, 1970, 1976, 1990, 2004, 2005, 2006, 2014, 2020
- Puchar Malty:
  - zdobywca (10): 1962, 1970, 1971, 1980, 1982, 1998, 2006, 2007, 2012, 2013
  - finalista (11): 1948, 1951, 1952, 1961, 1963, 1966, 1967, 1968, 1975, 1997, 2015
- Superpuchar Malty:
  - zdobywca (4): 1994, 2007, 2008, 2022
  - finalista (9): 1986, 1995, 1998, 2002, 2006, 2009, 2012, 2013, 2017
- Euro Challenge Cup:
  - zdobywca (1): 2006/07
- Independence Cup:
  - zdobywca (3): 1968, 1969, 1971
- Cassar Cup:
  - zdobywca (2): 1962, 1963
- Sons Of Malta Cup:
  - zdobywca (3): 1970, 1971, 1972
- Testaferrata Cup:
  - zdobywca (3): 1978, 1979, 1981
- Olympic Cup:
  - zdobywca (1): 1963
- Schembri Shield:
  - zdobywca (1): 1962

## Stadion
Hibernians Ground może pomieścić 1,500 widzów.